# Iglesia de la Santísima Trinidad (Soria)
La Iglesia de la Santísima Trinidad era una de las 35 parroquias con las que contaba la ciudad de Soria. Desapareció en el siglo XIX.

## Historia
La Iglesia de la Santísima Trinidad aparecía en el censo de Alfonso X elaborado en el año 1270. Es una de las parroquias que ha aportado menos documentación histórica. A mediados del siglo XIX se conservaban algunos vestigios en la era de Tovasol, junto a San Pedro.

## Descripción
Era una iglesia de pequeñas dimensiones, como casi todas las parroquias que aparecían en el censo de Alfonso X elaborado en 1270, de estilo románico.
Debió estar muy cerca de la concatedral y, efectivamente, a poniente del claustro de San Pedro, la calle de la Santísima Trinidad recuerda el emplazamiento de esta iglesia.